# Miguel Ángel Gilardi
Miguel Ángel Gilardi, director de orquesta. Hijo del gran compositor argentino Gilardo Gilardi y de María Lucrecia Madariaga. Nació en Buenos Aires. 

## Formación
Realizó sus estudios musicales en el Conservatorio Superior Manuel de Falla de la ciudad de Buenos Aires, del que egresó con medalla de oro. Fue alumno de Erwin Leuchter. Tras integrar la Orquesta Estable del Teatro Colón y la filarmónica de Buenos Aires fue becado por Alemania para estudiar en la Escuela superior de música de Colonia y en el Conservatorio del Rhin de la misma ciudad y luego becado por el Mozarteum Argentino en la Academia y Conservatorio Santa Cecilia de Roma.

## Trayectoria
Ha sido director titular de las orquestas sinfónicas de Tucumán (Estable y de la UNT) Rosario, Nacional de Música Argentina, Banda Sinfónica municipal de Buenos Aires, del Festival Internacional de Cascabel en Brasil y del CCPA de Asunción del Paraguay. Dirigió como invitado las más importantes orquestas sinfónicas de la Argentina y entre ellas y en varias oportunidades la Orquesta Sinfónica Nacional, la Filarmónica de Buenos Aires y la orquesta y coro Estables del Teatro Argentino de La Plata. 
Se ha presentado también en Alemania, Austria, Brasil, Chile, España, Estados Unidos, Finlandia, Francia, Italia, Israel, Moldavia, Paraguay y Venezuela.
Ha acompañado solistas internacionales como Boris Belkin, Rudolf Firkusny, Ruggiero Ricci, Barry Tuckwell entre otros e importantes solistas argentinos.
Vinculado desde 1994 a la orquesta Sinfonietta de París ha dirigido numerosos conciertos en esa ciudad y en el resto de Francia especialmente en obras sinfónicos-corales como la Novena Sinfonía de Beethoven, Requiem y gran Misa en Do de Mozart, Stabat Mater de Poulenc y Pergolesi, Requiem de Fauré además de estrenar gran cantidad de obras especialmente de compositores argentinos y latinoamericanos.
Ha dirigido óperas y ballets con obras de Menotti, Mozart, Pergolesi, Puccini, Purcell, Verdi, Delibes, Tchaikowski, Richard Strauss entre otros.
Docente especializado en dirección orquestal da cursos y clases magistrales en universidades de Argentina, Brasil, Paraguay y Venezuela.
Es profesor titular de Dirección Orquestal del Conservatorio Superior Manuel de Falla de Buenos Aires y director de la orquesta de dicho instituto desde 1984.

## Distinciones
Entre los premios que ha recibido se destacan el Municipalidad de Buenos Aires, Joven Sobresaliente de la Argentina, medalla Pontificia de la Ciudad el Vaticano, Fundación Peire de Jersusalem, Rotary Internacional, Fondo Nacional de las Artes (Argentina) y de las municipalidades de Asunción en Paraguay, Cascabel en Brasil y la de Caracas en Venezuela. En el 2010 obtuvo el Premio Bicentenario de la ciudad de Buenos Aires junto a la soprano Gabriela Guzzo como intérpretes de música argentina con obras de Alberto Ginastera.

## Discografía y grabaciones
- Concierto para violín y orquesta de Luis Szaran, vihn Phan violín y la orquesta Sinfonietta de París.

- Concierto para violín y orquesta de Florentin Giménez, con Miguel Ángel Echeverría de solista y la Orquesta Sinfónica de Asunción del Paraguay.

- Mbocapú de Luis Szaran, Orquesta Sinfónica de la Universidad Nacional de Tucumán.

- Música latinoamericana para percusión, conjunto de percusión del Conservatorio Manuel de Falla de Buenos Aires.

- Ha realizado grabaciones y videos radio y televisión de Argentina, Brasil (ciclo de las nueve sinfonías de Beethoven para la televisión de Curitiba), WDR de Alemania, RAI de Roma y Sicilia con la orquesta Sinfónica Nacional de Moldavia, Radio Nacional de Helsinski con la orquesta de Mikkeli entre las más destacadas.